# Perizoma flavosparsata
Perizoma flavosparsata är en fjärilsart som beskrevs av Wagner 1926. Perizoma flavosparsata ingår i släktet Perizoma och familjen mätare. Inga underarter finns listade i Catalogue of Life.